# Channel Four Television Corporation
Channel Four Television Corporation（チャンネル4テレビジョン・コーポレーション）はイギリスの国有メディア企業である。12のテレビチャンネルと配信サービスを運営している。BBCと違い、チャンネル4は補助金を受けず、自らの商業収入で財源を賄う。Channel Four Television Corporationは1982年に創業、1993年に独立した公共団体になった。

## 歴史
1980年代末期、イギリス政府は再組織させることで民間放送業界改革のプロセスを開始した。このプロセスは1990年放送法の成立で法制化された。そのため、独立放送庁（IBA）とChannel Four Television Company（チャンネル4テレビジョン・カンパニー）が廃止された。1993年、Channel Four Television Corporationが成立された。
マーガレット・サッチャー、ジョン・メージャー、トニー・ブレア政権下では、チャンネル4テレビジョン・コーポレーションはたびたび民営化議論の対象になった。2014年、第1次キャメロン内閣下では民営化計画案が作成されたが、自由民主党籍のビジネス大臣ビンス・ケーブルにより否決された。
2021年6月、ボリス・ジョンソン政権はチャンネル4の売却を検討した。2022年4月、デジタル・文化・メディア・スポーツ省はChannel Four Television Corporationの売却に関して閣僚間協議が行われていることを認めた。チャンネル4CEOのアレックス・マホーンは失望の意を表明し、チャンネル4の未来ビジョンは「公共所有権の継続に根ざしている」と述べた。2023年1月、イギリス政府はチャンネル4の売却計画を中止したと発表した。

## チャンネル
チャンネル4
1982年開局、フラッグシップチャンネル。
E4
2001年開局、若者向けの編成。
E4 Extra
2022年開局、娯楽番組を放送
More4
2005年開局、年配層向けの編成。
Film4
1998年開局、映画専門放送局。
4seven
2012年開局、高視聴率番組の再放送が中心。

### 放送終了したチャンネル
4Music
2008年開局、音楽専門チャンネル。2022年からはE4 Extraにリプレイスされた。